# Мазаракі
Мазаракі — український рід грецького походження. Засновник — грецький купець Христофор Мазаракі, який в кн. XVI ст. переселився до Львова. Там не пізніше 1641 року він помер.
- Мазаракі Анатолій Антонович (1950 р.н.) — український науковець, ректор Київського національного торговельно-економічного університету.
- Мазаракі Іван Христофорович — львівський купець, згідно з переписом, складеним під час облоги Львова Хмельницьким 1648, був дгругою найбагатшою людиною Львова, його статок оцінювався в 300 тисяч злотих[1]. 1659 році отримав шляхетство.
- Мазаракі Іван Іванович (пом.1690) — їздив з дип. місією від польського короля Яна III Собеського до Персії. Одружен. з дочкою віленського ловчого Іллі Крузера Констанцією.
- Мазаракі Ганна Іванівна (згад. 1714), була одружена з бунчук. товаришем Василь Леонтійович Свічка
- Дем'ян Іванович Мазаракі (Львів — 1722, Пн. Кавказ) — військовий товариш Прилуцького полку. Одружений з Катериною Михйлівною Мовчан(п.1736), дочкою полк. осавула Прилуцького полку Михайла Мовчана.
- Андрій Дем'янович Мазаракі (1717-після 1787) — військ. канцелярист Ген. військової канцелярії, бунчук. товариш. Одруж. з онукою ген. судді Андроніка Кандиби (1728-30) Ганною Федорівною Кандибою.
- Іван Дем'янович Мазаракі (1717 р.н.) — військовий товариш.
- Мазаракі Семен Андрійович (1749—1838) — хорунжий, бунчук. товариш. Вчився у КМА. Одружений з Анастасією Іванівною Міницькою. Мав 6 синів і 2 дочки: Федір, Семен, Іван, Петро, Андрій, Степан. Дочка Варвара Мазаракі (1784 р.н.) одружена з Прохором Федоровичем Ласкевичем, маршалком Роменського повіту.
- Мазаракі Микола Семенович (1825—1875) — онук Семена Андрійовича М. Герой оборони Севастополя.
- Мазаракі Наталія Анатоліївна — завідувачка кафедри Київського національного торговельно-економічного університету, заслужений юрист України[2].
- Мазаракі Сергій Аркадієвич (1856—1914) — поміщик Роменського пов., археолог-аматор. Навчався з разом І.Репіним у Петербурзький академії мистецтв. Був членом Київського товариства Нестора-літописця, член-кореспондентом Московського імператорського археологічного товариства. Спільно з археологами Д.Самоквасовим, В.Антоновичем, В.Хвойкою дослідив близько 300 скіфських курганів та слов'янських поховань у посуллі. Матеріали цих розкопок зберігаються у національному музеї історії України, Чернігівському історичному музеї, Державному ермітажі (Росія), Державному історичному музеї у Москві. Багато зробив для творчого становлення Івана Кавалерідзе (Мазаракі був одружений з сестрою матері Кавалерідзе). Вершиною діяльності Сергія Аркадійовича як художника, є виконання замовлення М. А. Терещенка на портрети українських гетьманів та полковників. Було написано 34 портрети по найкращим зразкам портретів та гравіюр.